# 岩井商会
株式会社岩井商会（いわいしょうかい）は、日本の自転車・自転車部品のメーカー・販売業者。自社の自転車ブランドはganwell（ガンウェル）。

## 会社概要
1924年に自転車を製造する個人業として設立され、後に法人へ改組される。現在は自転車の直営販売店舗経営、自社製車両および部品の製作、日本国外メーカの車両および部品の輸入などを行っており、イタリアの自転車用タイヤメーカであるヴィットリア（Vittoria）は自社の子会社が日本法人となっている。
自社製の自転車は主にハンドメイドにより製作しており、1980年より競輪向けのフレームも製造しており、
現在はガールズケイリン向けに日本国外メーカーのカーボンホイールなどを自社扱いでJKAに登録するだけでなく、自社ブランドのカーボンフレームも登録している 。

## ganwell(ガンウェル)について
1965年9月に現在の京都市南区にganwell(ガンウェル)のフレーム製造工場を建設。競輪フレームをはじめ、ツーリングバイクやロードレーサー、過去にはMTB(マウンテンバイク)やBMX、ファニーバイクなど多くのフレーム製造している。
1980年より競輪向けのフレームも製造しており、
現在はガールズケイリン向けに日本国外メーカーのカーボンホイールなどを自社扱いでJKAに登録するだけでなく、自社ブランドのカーボンフレームも登録している 。
2007年に岐阜県土岐市にオーダーフレーム工場を開設(2020年現在は閉鎖)
2019年9月にはイワイサイクル久世店を閉店し改装、後にオリジナルブランド ganwell (ガンウェル)のショールームを併設させ再オープンした。

## 取り扱いブランド
- 1981年より「Zefal」の取り扱いを開始
- 1985年より「Selle ITALIA」の取り扱いを開始
- 2008年より「HED.」の取り扱い開始
- 2009年より「MICHE」の取り扱いを開始
- 2010より「sab」の取り扱いを開始
- 2011年より「RTS」の取り扱いを開始
- 2014年より「ZEROhr+」の取り扱いを開始
- 2015年より「GURU」「swiftwick」「MORGANBLUE」の取り扱いを開始
- 2016年より「VELOX」と「グリコ・POWER PRODUCTION」の取り扱いを開始
- 2017年より「CINELLI」のシングルスピードバイク、アクセサリーの取り扱いを開始
- 2018年アーティストの横井瑞貴-mzk-とチネリのコラボサイクルキャップを発売
- 2019年より「DOLAN」「ALPINA」の一部商品の取り扱いを開始

## サポートライダー・チーム
- 日本食研トライアスロンチーム
- 辻善光(さいたまディレーブ・Team Zenko)